# Онжервиј-л`Орке
Онжервиј-л`Орке (фр. Angerville-l'Orcher) насеље је и општина у северној Француској у региону Горња Нормандија, у департману Приморска Сена која припада префектури Авр.
По подацима из 2011. године у општини је живело 1475 становника, а густина насељености је износила 148,84 становника/km². Општина се простире на површини од 9,91 km². Налази се на средњој надморској висини од 110 метара (максималној 130 m, а минималној 74 m).

## Демографија
| 1962. | 1968. | 1975. | 1982. | 1990. | 1999. | 2011. |
| ----- | ----- | ----- | ----- | ----- | ----- | ----- |
| 698   | 735   | 927   | 1.059 | 1.161 | 1.222 | 1.475 |

График промене броја становника у току последњих година